# Seznam polkov Imperialne japonske vojske
Seznam polkov Imperialne japonske vojske.

## Pehotni
- 1. kitajski pehotni polk (IJV)
- 2. kitajski pehotni polk (IJV)
- 3. kitajski pehotni polk (IJV)
- 1. tajski pehotni polk (IJV)
- 2. tajski pehotni polk (IJV)
- 3. gardni pehotni polk (IJV)
- 4. gardni pehotni polk (IJV)
- 5. gardni pehotni polk (IJV)
- 3. mobilni pehotni polk (IJV)
- 1. pehotni polk (IJV)
- 2. pehotni polk (IJV)
- 3. pehotni polk (IJV)
- 4. pehotni polk (IJV)
- 5. pehotni polk (IJV)
- 6. pehotni polk (IJV)
- 7. pehotni polk (IJV)
- 8. pehotni polk (IJV)
- 9. pehotni polk (IJV)
- 10. pehotni polk (IJV)
- 11. pehotni polk (IJV)
- 12. pehotni polk (IJV)
- 13. pehotni polk (IJV)
- 14. pehotni polk (IJV)
- 15. pehotni polk (IJV)
- 16. pehotni polk (IJV)
- 17. pehotni polk (IJV)
- 18. pehotni polk (IJV)
- 19. pehotni polk (IJV)
- 20. pehotni polk (IJV)
- 21. pehotni polk (IJV)
- 22. pehotni polk (IJV)
- 23. pehotni polk (IJV)
- 24. pehotni polk (IJV)
- 26. pehotni polk (IJV)
- 27. pehotni polk (IJV)
- 28. pehotni polk (IJV)
- 29. pehotni polk (IJV)
- 30. pehotni polk (IJV)
- 31. pehotni polk (IJV)
- 32. pehotni polk (IJV)
- 33. pehotni polk (IJV)
- 34. pehotni polk (IJV)
- 35. pehotni polk (IJV)
- 36. pehotni polk (IJV)
- 37. pehotni polk (IJV)
- 38. pehotni polk (IJV)
- 39. pehotni polk (IJV)
- 40. pehotni polk (IJV)
- 41. pehotni polk (IJV)
- 42. pehotni polk (IJV)
- 43. pehotni polk (IJV)
- 44. pehotni polk (IJV)
- 45. pehotni polk (IJV)
- 46. pehotni polk (IJV)
- 47. pehotni polk (IJV)
- 48. pehotni polk (IJV)
- 49. pehotni polk (IJV)
- 50. pehotni polk (IJV)
- 51. pehotni polk (IJV)
- 52. pehotni polk (IJV)
- 53. pehotni polk (IJV)
- 54. pehotni polk (IJV)
- 55. pehotni polk (IJV)
- 56. pehotni polk (IJV)
- 57. pehotni polk (IJV)
- 58. pehotni polk (IJV)
- 59. pehotni polk (IJV)
- 60. pehotni polk (IJV)
- 61. pehotni polk (IJV)
- 62. pehotni polk (IJV)
- 63. pehotni polk (IJV)
- 64. pehotni polk (IJV)
- 65. pehotni polk (IJV)
- 66. pehotni polk (IJV)
- 67. pehotni polk (IJV)
- 68. pehotni polk (IJV)
- 69. pehotni polk (IJV)
- 70. pehotni polk (IJV)
- 71. pehotni polk (IJV)
- 72. pehotni polk (IJV)
- 73. pehotni polk (IJV)
- 74. pehotni polk (IJV)
- 75. pehotni polk (IJV)
- 76. pehotni polk (IJV)
- 77. pehotni polk (IJV)
- 78. pehotni polk (IJV)
- 79. pehotni polk (IJV)
- 80. pehotni polk (IJV)
- 81. pehotni polk (IJV)
- 82. pehotni polk (IJV)
- 83. pehotni polk (IJV)
- 84. pehotni polk (IJV)
- 85. pehotni polk (IJV)
- 86. pehotni polk (IJV)
- 89. pehotni polk (IJV)
- 102. pehotni polk (IJV)
- 104. pehotni polk (IJV)
- 107. pehotni polk (IJV)
- 108. pehotni polk (IJV)
- 109. pehotni polk (IJV)
- 110. pehotni polk (IJV)
- 111. pehotni polk (IJV)
- 112. pehotni polk (IJV)
- 113. pehotni polk (IJV)
- 114. pehotni polk (IJV)
- 115. pehotni polk (IJV)
- 116. pehotni polk (IJV)
- 117. pehotni polk (IJV)
- 119. pehotni polk (IJV)
- 120. pehotni polk (IJV)
- 121. pehotni polk (IJV)
- 124. pehotni polk (IJV)
- 128. pehotni polk (IJV)
- 132. pehotni polk (IJV)
- 133. pehotni polk (IJV)
- 137. pehotni polk (IJV)
- 138. pehotni polk (IJV)
- 139. pehotni polk (IJV)
- 140. pehotni polk (IJV)
- 143. pehotni polk (IJV)
- 146. pehotni polk (IJV)
- 148. pehotni polk (IJV)
- 150. pehotni polk (IJV)
- 151. pehotni polk (IJV)
- 154. pehotni polk (IJV)
- 161. pehotni polk (IJV)
- 163. pehotni polk (IJV)
- 210. pehotni polk (IJV)
- 211. pehotni polk (IJV)
- 212. pehotni polk (IJV)
- 213. pehotni polk (IJV)
- 214. pehotni polk (IJV)
- 215. pehotni polk (IJV)
- 216. pehotni polk (IJV)
- 217. pehotni polk (IJV)
- 218. pehotni polk (IJV)
- 219. pehotni polk (IJV)
- 220. pehotni polk (IJV)
- 221. pehotni polk (IJV)
- 222. pehotni polk (IJV)
- 223. pehotni polk (IJV)
- 224. pehotni polk (IJV)
- 225. pehotni polk (IJV)
- 226. pehotni polk (IJV)
- 227. pehotni polk (IJV)
- 228. pehotni polk (IJV)
- 229. pehotni polk (IJV)
- 230. pehotni polk (IJV)
- 231. pehotni polk (IJV)
- 232. pehotni polk (IJV)
- 233. pehotni polk (IJV)
- 234. pehotni polk (IJV)
- 235. pehotni polk (IJV)
- 236. pehotni polk (IJV)
- 237. pehotni polk (IJV)
- 238. pehotni polk (IJV)
- 239. pehotni polk (IJV)

## Tankovski
- 1. tankovski polk (IJV)
- 4. tankovski polk (IJV)
- 5. tankovski polk (IJV)
- 7. tankovski polk (IJV)
- 8. tankovski polk (IJV)
- 9. tankovski polk (IJV)
- 11. tankovski polk (IJV)
- 13. tankovski polk (IJV)
- 14. tankovski polk (IJV)
- 17. tankovski polk (IJV)
- 23. tankovski polk (IJV)
- 26. tankovski polk (IJV)
- 34. tankovski polk (IJV)

## Artilerijski
- 2. mobilni artilerijski polk (IJV)
- gardni poljski artilerijski polk (IJV)
- 1. poljski artilerijski polk (IJV)
- 2. poljski artilerijski polk (IJV)
- 3. poljski artilerijski polk (IJV)
- 4. poljski artilerijski polk (IJV)
- 5. poljski artilerijski polk (IJV)
- 6. poljski artilerijski polk (IJV)
- 7. gorski artilerijski polk (IJV)
- 8. poljski artilerijski polk (IJV)
- 9. gorski artilerijski polk (IJV)
- 10. poljski artilerijski polk (IJV)
- 11. poljski artilerijski polk (IJV)
- 11. gorski artilerijski polk (IJV)
- 13. poljski artilerijski polk (IJV)
- 14. poljski artilerijski polk (IJV)
- 15. poljski artilerijski polk (IJV)
- 16. gorski artilerijski polk (IJV)
- 18. gorski artilerijski polk (IJV)
- 19. gorski artilerijski polk (IJV)
- 20. poljski artilerijski polk (IJV)
- 21. poljski artilerijski polk (IJV)
- 21. gorski artilerijski polk (IJV)
- 22. gorski artilerijski polk (IJV)
- 23. poljski artilerijski polk (IJV)
- 24. poljski artilerijski polk (IJV)
- 25. gorski artilerijski polk (IJV)
- 26. poljski artilerijski polk (IJV)
- 27. gorski artilerijski polk (IJV)
- 28. gorski artilerijski polk (IJV)
- 29. gorski artilerijski polk (IJV)
- 32. poljski artilerijski polk (IJV)
- 33. gorski artilerijski polk (IJV)
- 34. poljski artilerijski polk (IJV)
- 35. poljski artilerijski polk (IJV)
- 36. gorski artilerijski polk (IJV)
- 37. gorski artilerijski polk (IJV)
- 38. gorski artilerijski polk (IJV)
- 39. poljski artilerijski polk (IJV)
- 40. gorski artilerijski polk (IJV)
- 41. gorski artilerijski polk (IJV)
- 42. poljski artilerijski polk (IJV)
- 48. poljski artilerijski polk (IJV)
- 52. gorski artilerijski polk (IJV)
- 53. poljski artilerijski polk (IJV)
- 54. poljski artilerijski polk (IJV)
- 55. gorski artilerijski polk (IJV)
- 56. poljski artilerijski polk (IJV)
- 57. poljski artilerijski polk (IJV)
- 104. poljski artilerijski polk (IJV)
- 110. poljski artilerijski polk (IJV)
- 122. poljski artilerijski polk (IJV)

## Konjeniški
- 3. konjeniški polk (IJV)
- 4. konjeniški polk (IJV)
- 6. konjeniški polk (IJV)
- 9. konjeniški polk (IJV)
- 11. konjeniški polk (IJV)
- 13. konjeniški polk (IJV)
- 22. konjeniški polk (IJV)
- 25. konjeniški polk (IJV)
- 28. konjeniški polk (IJV)
- 29. konjeniški polk (IJV)
- 40. konjeniški polk (IJV)
- 52. konjeniški polk (IJV)
- 55. konjeniški polk (IJV)
- 110. konjeniški polk (IJV)
- 120. konjeniški polk (IJV)

## Izvidniški
- gardni izvidniški polk (IJV)
- 1. izvidniški polk (IJV)
- 2. izvidniški polk (IJV)
- 5. izvidniški polk (IJV)
- 7. izvidniški polk (IJV)
- 8. izvidniški polk (IJV)
- 10. izvidniški polk (IJV)
- 12. izvidniški polk (IJV)
- 14. izvidniški polk (IJV)
- 16. izvidniški polk (IJV)
- 17. izvidniški polk (IJV)
- 19. izvidniški polk (IJV)
- 20. izvidniški polk (IJV)
- 23. izvidniški polk (IJV)
- 24. izvidniški polk (IJV)
- 26. izvidniški polk (IJV)
- 27. izvidniški polk (IJV)
- 34. izvidniški polk (IJV)
- 39. izvidniški polk (IJV)
- 48. izvidniški polk (IJV)
- 51. izvidniški polk (IJV)
- 53. izvidniški polk (IJV)
- 54. izvidniški polk (IJV)
- 56. izvidniški polk (IJV)
- 57. izvidniški polk (IJV)
- 104. izvidniški polk (IJV)

## Inženirski
- gardni inženirski polk (IJV)
- 2. inženirski polk (IJV)
- 3. inženirski polk (IJV)
- 4. inženirski polk (IJV)
- 5. samostojni inženirski polk (IJV)
- 6. inženirski polk (IJV)
- 7. inženirski polk (IJV)
- 11. inženirski polk (IJV)
- 12. inženirski polk (IJV)
- 13. inženirski polk (IJV)
- 14. inženirski polk (IJV)
- 15. inženirski polk (IJV)
- 16. inženirski polk (IJV)
- 17. inženirski polk (IJV)
- 19. inženirski polk (IJV)
- 20. inženirski polk (IJV)
- 21. inženirski polk (IJV)
- 22. inženirski polk (IJV)
- 23. inženirski polk (IJV)
- 24. inženirski polk (IJV)
- 25. inženirski polk (IJV)
- 26. inženirski polk (IJV)
- 27. inženirski polk (IJV)
- 28. inženirski polk (IJV)
- 29. inženirski polk (IJV)
- 32. inženirski polk (IJV)
- 33. inženirski polk (IJV)
- 34. inženirski polk (IJV)
- 35. inženirski polk (IJV)
- 36. inženirski polk (IJV)
- 37. inženirski polk (IJV)
- 38. inženirski polk (IJV)
- 39. inženirski polk (IJV)
- 40. inženirski polk (IJV)
- 41. inženirski polk (IJV)
- 48. inženirski polk (IJV)
- 51. inženirski polk (IJV)
- 52. inženirski polk (IJV)
- 54. inženirski polk (IJV)
- 55. inženirski polk (IJV)
- 56. inženirski polk (IJV)
- 57. inženirski polk (IJV)
- 104. inženirski polk (IJV)
- 110. inženirski polk (IJV)
- 116. inženirski polk (IJV)